# Sofielund, Malmö

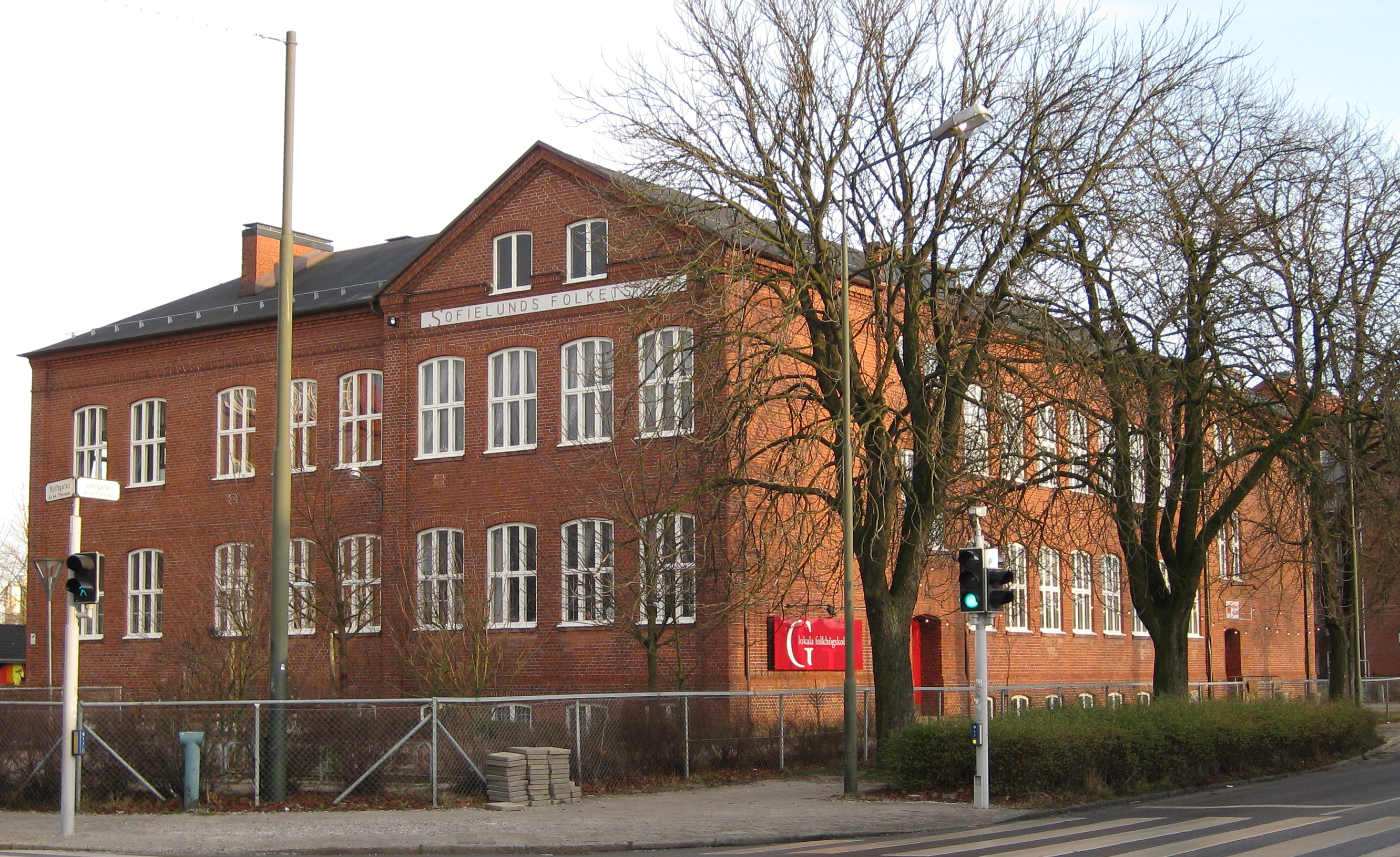
Sofielunds folkets hus vid Lönngatan

Sofielund är ett bostads- och industriområde i Malmö. Det ingår i stadsdelen Södra Innerstaden och utgörs av delområdena Norra Sofielund, Södra Sofielund och Sofielunds industriområde. Före inkorporeringen 1911 tillhörde Sofielund Västra Skrävlinge landskommun.

## Historia
Den mark som skulle få namnet Sofielund ägdes ursprungligen av Skabersjö gods som har anor från 1200-talet. Godsherren och dåvarande landshövdingen Tage Thott blev 1786 ägare till godset. År 1792 köpte Hans Bauert en fastighet och namngav den Sophielund efter sin hustru Sophia Charlotta af Trolle. Bauert uppförde dessutom byggnader samt anlade en park söder om gården, där Sevedsplan ligger idag. Han ägde egendomen fram till sin död 1802. Mark från Sofielundsgården såldes vid mitten av 1800-talet till egnahem. Huvudbyggnaden som Bauert köpte stod kvar till 1952, då den revs. 
Sofielund började bebyggas 1879 som så kallad utomgränsbebyggelse inom dåvarande Västra Skrävlinge socken, i omedelbar anslutning till Malmö stads gräns, ett område som från 1874 genomskars av Malmö–Ystads Järnväg (österut från Södervärn, parallellt med nuvarande Lönngatan). De industrier som fanns i området behövde arbetskraft och därför flyttade många människor dit. 
Sofielund ingick efter kommunreformen 1862 i Västra Skrävlinge landskommun. I denna inrättades för orten 21 februari 1896 Sofielunds municipalsamhälle som då hade 1 740 invånare.
Sofielund kallades pejorativt för Svinaryssland. Anledningen var dels att folk ofta hade grisar på gården, dels att det ansågs ligga långt bort precis som Ryssland. 
År 1903 kom en ny stadsplan som angav att kyrka och saluhall skulle byggas. Det hände inget med planerna förrän 1911 då Västra Skrävlinge socken samt landskommunen inkorporerades med Malmö stad samtidigt som municipalsamhället upplöstes. I samband med detta ändrades en hel del gatu- och kvartersnamn.
Först 1930 var nästa stadsplan klar. Industrialiseringen hade tagit fart och stora områden öster om Lantmannagatan blev industrimark. Det byggdes också många funkishus vid Nobeltorget. År 1947 var Sofielund nästan helt färdigbyggt enligt stadsplanen och blev en stadsdel i Malmö.
(Gamla) Sofielundsskolan ritades 1900 av arkitekten Salomon Sörensen. Skolan invigdes 1902 och var vid denna tid en av landets största utanför stan. Skolverksamheten i den gamla byggnaden bedrevs till 1982. 1995 tog Sofielunds Folkets Hus över huset.

### Befolkningsutveckling
| Befolkningsutvecklingen i Sofielund 1900–1900 | Befolkningsutvecklingen i Sofielund 1900–1900 | Befolkningsutvecklingen i Sofielund 1900–1900 | Befolkningsutvecklingen i Sofielund 1900–1900 | Befolkningsutvecklingen i Sofielund 1900–1900 |
| --------------------------------------------- | --------------------------------------------- | --------------------------------------------- | --------------------------------------------- | --------------------------------------------- |
|                                               |                                               |                                               |                                               |                                               |
| År                                            |                                               |                                               | Folkmängd                                     |                                               |
| 1900                                          | 1900                                          |                                               | 3 934                                         | †                                             |
| † Befolkning runt ett municipalsamhälle 1900. |                                               |                                               |                                               |                                               |

## Galleri

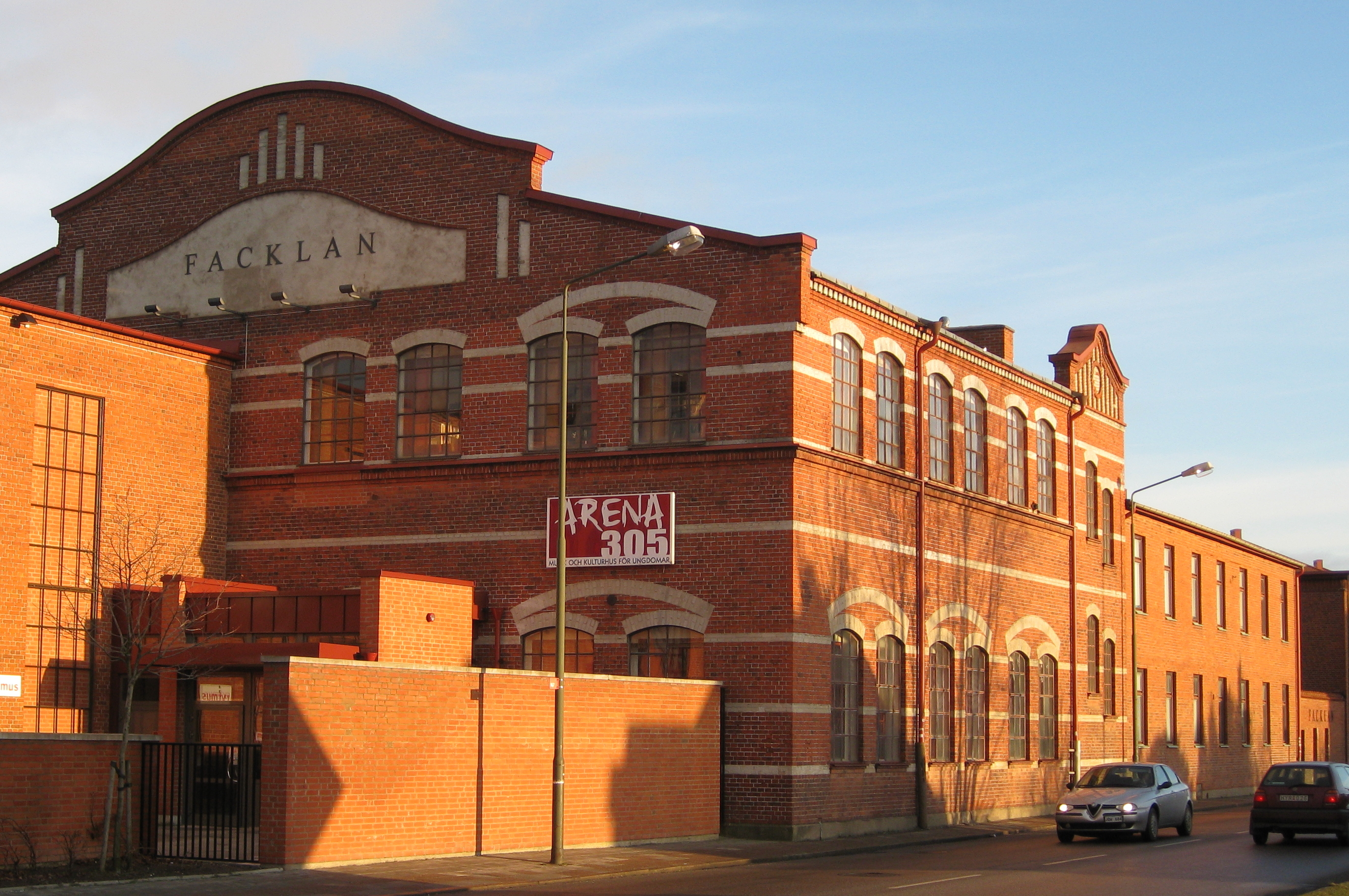
Arena 305 på Lönngatan
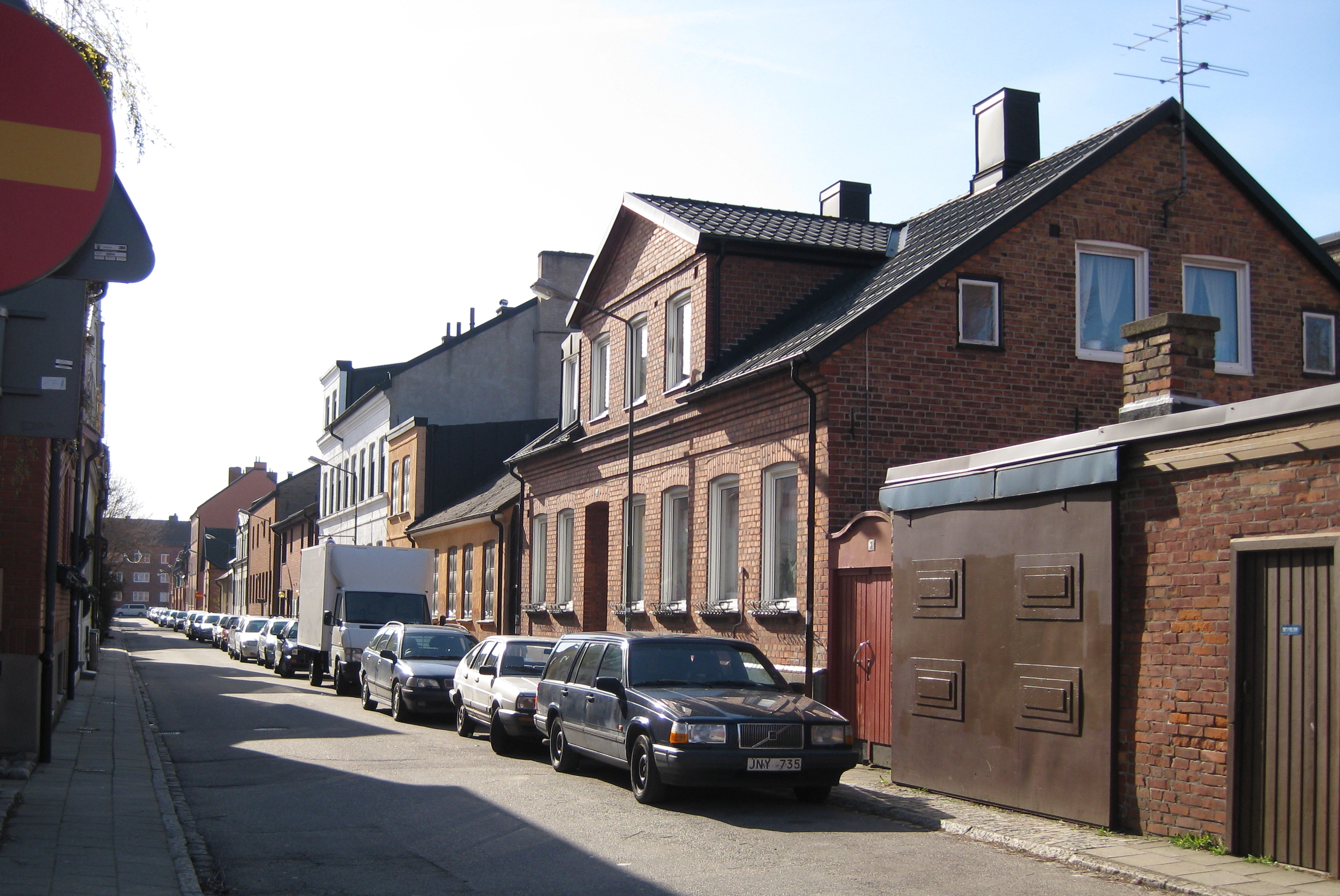
Sofielundsgata
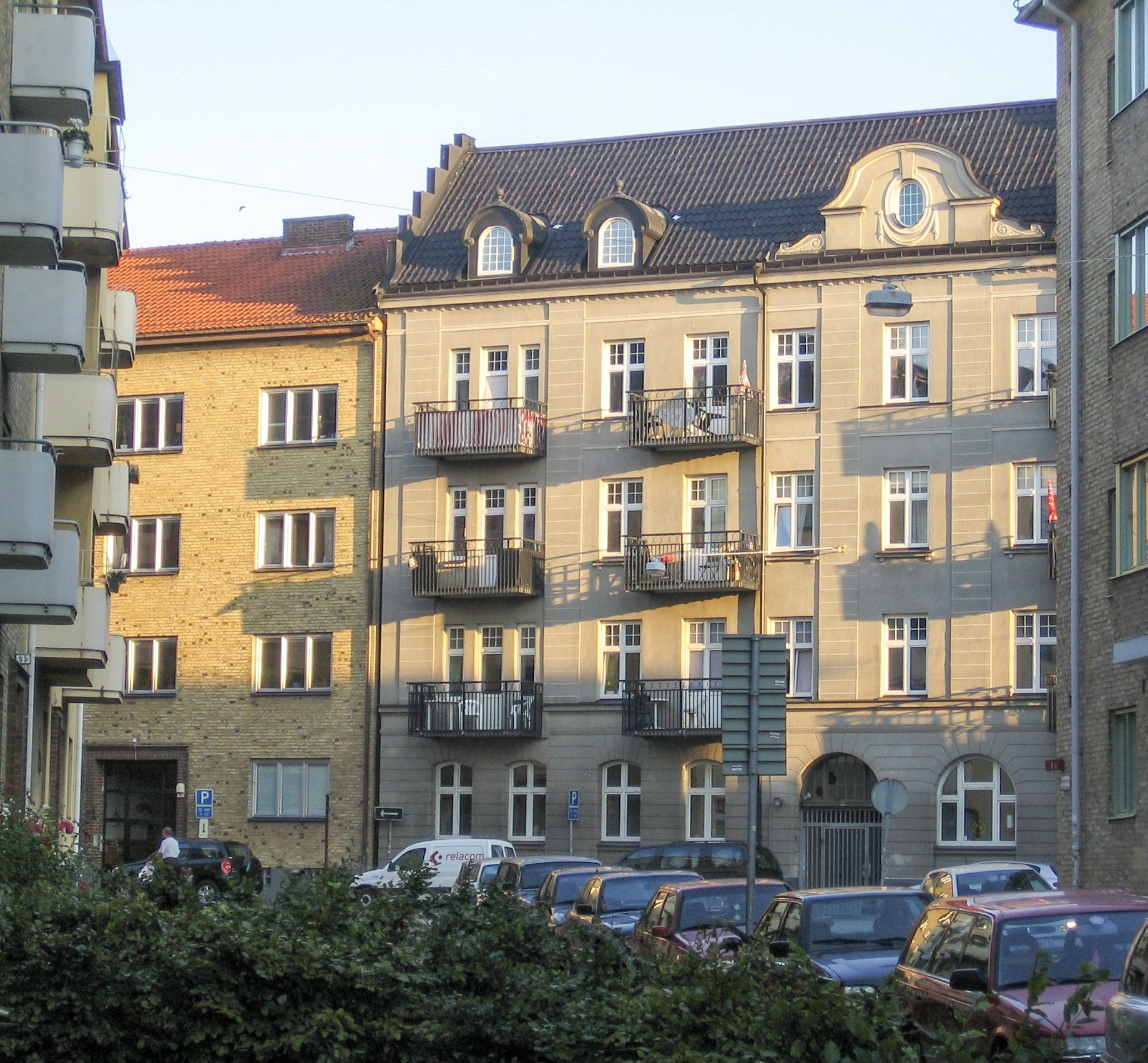
Norra Sofielund

## Norra Sofielund
Norra Sofielund ligger norr om Lönngatan mellan Nobelvägen och Lantmannagatan.
Bebyggelsen består till stor del av flerbostadshus byggda mellan 1910 och 1938. Norra Sofielund gränsar till Möllevången.
Längs Lantmannagatan ligger nya Sofielundsskolan (F–9) och längst i norr ligger Nobeltorget.

## Södra Sofielund

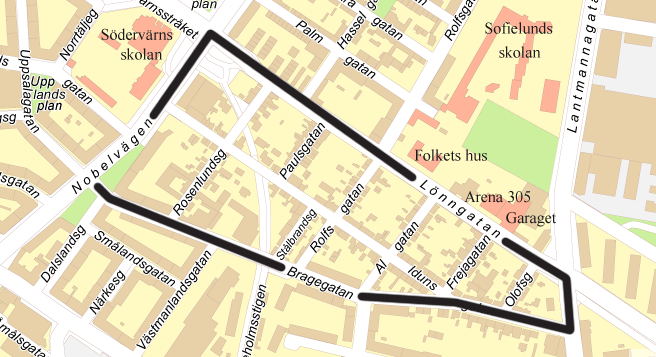
Gamla Sofielund

Södra Sofielund ligger söder om Lönngatan mellan Nobelvägen och Lantmannagatan. Områdets södra gräns går vid Ystadvägen.
Området består av arbetarbostäder från slutet av 1800-talet och framåt samt flerfamiljshus från 1950-talet. De flesta större byggnaderna [källa behövs] är ritade av Axel Carlsson mellan 1952 och 1963. I hörnet mellan Ystadvägen och Lantmannagatan ligger Pripps före detta bryggeri, som numera innehåller affärer och en inomhusanläggning för skateboardåkning.
Den lilla del av Södra Sofielund som vardagligt kallas för Seved nedklassades 2023, efter många år av positiv utveckling, av Polismyndigheten från att vara ett särskilt utsatt område till att vara ett riskområde.
Nära halva ytan av Södra Sofielund är också känt som Gamla Sofielund. Detta är ett område med främst småskalig bebyggelse av pittoresk karaktär från sekelskiftet 1800/1900. Området ligger söder om Lönngatan mellan Nobelvägen och Lantmannagatan. Områdets södra gräns går vid Bragegatan. Gamla Sofielund består idag av omkring 120 gathus av skiftande karaktär och trädgårdar men också av några mindre hyresfastigheter och småindustrier. Här finns också några musikstudios. Bland annat har Tom Jones varit här och spelat in en duett med Nina Persson (Cardigans).

## Industriområdet
Sofielunds industriområde växte fram i början av 1900-talet. På 1930-talet etablerades ett stort och välplanerat industriområde i Sofielund med Norra Grängesbergsgatan som mittpunkt. Här fanns järnväg, mycket utrymme och goda förbindelser åt olika håll längs Ystadvägen och Nobelvägen. Under denna tid var det främst industrier från centrala Malmö som flyttade hit för att få större utrymme. Många av industrierna etablerade sig i det stora området i öster som avgränsas av Ystadgatan, Lantmannagatan, Uddeholmsgatan och Kontinentalbanan (järnvägen; se även Södervärn vars järnvägsförbindelse gick parallellt med Lönngatan). Ett fåtal industrier anlades utmed Bragegatan och Nobelvägen i Södra Sofielund. Alla gatunamn är tagna från svenska bruks- eller gruvsamhällen såsom Uddeholm, Västanfors, Grängesberg, Kopparberg, Dannemora och Norberg. Utbyggnaden av industriområdet höll på fram till 1975–1980 men därefter lades vissa industrier ner och andra flyttade. 
Det största företaget, Pågen, flyttade från Bergsgatan till Lantmannagatan 1960. Pågen tog över flera kvarter. Samtidigt lämnade en hel del företag området, däribland Metzéns kemtvätteri (nerlagt), Malmö Kvarnmaskiner (Västra Ingelstad), Wojidkow & Co (nerlagt), Saturnus (Fosie), Plåtmanufaktur/PLM numera Rexam (Fosie), Malaco (idag i Leaf i Danmark).

## Stadsutveckling
Genom åren har många satsningar gjorts för att öka tryggheten och minska brottsligheten i Sofielund. 2014 bildades Fastighetsägare Sofielund på initiativ av Fastighetsägarna Syd och Malmö kommun. Föreningen är öppen för alla som äger fastigheter i området, både hyreshus, lokaler och bostadsrättsföreningar samt för byalag, företag och verksamheter. Föreningens mål är att öka trivsel, trygghet och sammanhållning i Sofielund.
I mars 2017 genomförde justitieminister Morgan Johansson ett uppmärksammat besök i Sofielund, där han träffade föreningen och diskuterade BID-modellen.